# Арзан де Рандон
Арзан де Рандон (фр. Arzenc-de-Randon) насеље је и општина у Француској у региону Лангдок Русијон, у департману Лозер која припада префектури Манд.
По подацима из 2011. године у општини је живело 204 становника, а густина насељености је износила 2,95 становника/km². Општина се простире на површини од 69,20 km². Налази се на средњој надморској висини од 1 189 метара (максималној 1.542 m, а минималној 1.146 m).

## Демографија
| 1962. | 1968. | 1975. | 1982. | 1990. | 1999. | 2011. |
| ----- | ----- | ----- | ----- | ----- | ----- | ----- |
| 412   | 374   | 300   | 240   | 180   | 195   | 204   |

График промене броја становника у току последњих година